# Guillaume Briet
Guillaume Briet, né vers 1529 à Saint-Émilion, en Gironde, est un médecin-apothicaire de la ville de Bordeaux. Il est connu pour deux ouvrages publiés en 1599 sur le traitement de la peste à Bordeaux.

## Biographie
Guillaume Briet naît à Saint-Émilion vers 1529. Il est agrégé au Collèges des médecins de Bordeaux et s'installe dans la ville vers 1559. 
Le 15 octobre 1573, le Parlement de Bordeaux nomme quatre médecins : Pierre Pichot, Guillaume Briet, Charles Rousseau et Étienne Maniald, pour être lecteurs à la Faculté de médecine, avec un salaire de 100 livres par an. Le 20 octobre, après un nouvel arrêt, Pichot et Rousseau lisent à la Faculté de médecine, Maniald aux chirurgiens et Briet aux apothicaires.
En 1580, après la mort du Dr Pierre Pichot, les jurats nomment Guillaume Briet médecin ordinaire de la ville,fonction qu’il occupe jusqu’à sa démission en faveur de son gendre Charles Trautelle le 15 décembre 1603.
Guillaume Briet est également inscrit dans les registres protestants de Bordeaux. 
En 1580 ou 1583, un incident survenu à Bordeaux le concerne directement et nous informe de son lieu d’habitation : les fossés Saint-Eloy.  
Son testament reçu le 5 mai 1582 par maître Chadirac, notaire, mentionne sa femme Marguerite Digos, fille d’Antoine Digos, un chirurgien, et ses quatre enfants :
- Jean, mort le 11 juin 1640, épouse Charlotte de la Ramière. Il fut conseiller au parlement de Bordeaux[6]
- Jeanne, épouse de Christophe Forthon, bourgeois et marchand de Bordeaux. Le mariage eut lieu le 18 mars 1581 à Bordeaux.
- Isabeau, épouse Maurice Vernay, un apothicaire qui passait à Bordeaux pour le meilleur préparateur de la thériaque.
- Guillaumine qui épouse le docteur Trautelle, successeur de Guillaume Briet.

La date du décès de Guillaume Briet n'est pas connue. Il rédige et signe un document le 31 mars 1606. Son décès est donc postérieur à cette date.

## Les écrits de Guillaume Briet

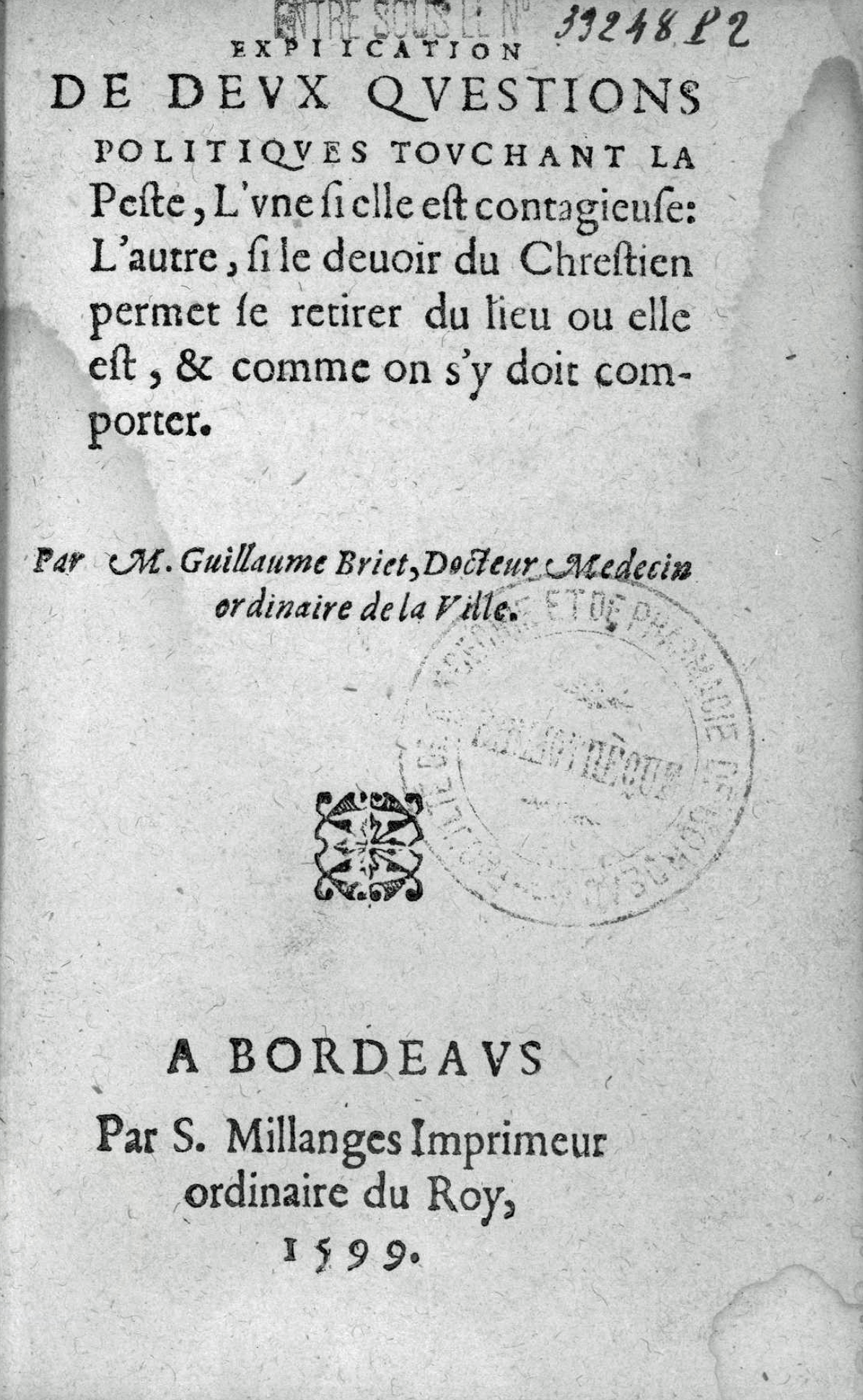

Deux écrits connus de Guillaume Briet sont publiés à Bordeaux chez Simon Millanges en 1599 :
- Discours sur les causes de la peste survenue à Bordeaux cet an 1597 avec la préservation et la curation d'icelle[7],

- Explication de deux questions politiques touchant la peste, l'une si elle est contagieuse, l'autre si le devoir du chrestien permet de s'éloigner du lieu qu'elle est et comment il faut s'y comporter[8].

Ce deuxième texte est la traduction en français d'un petit traité de Théodore de Bèze, paru à Genève en 1579 : De peste quaestiones duae explicatae : una sitne contagiosa, altera an & quatenus sit Christianis per secessionem vitanda.
Dans ce texte, la première question concerne la propagation de la peste. Théodore de Bèze conteste l'idée que la peste est une punition divine ; il pense que c'est une maladie contagieuse et que la contagion peut être réduite ou arrêtée par des mesures prophylactiques. Guillaume Briet est lui aussi convaincu que la peste se propage par contagion et il applique les idées exposées par de Bèze dans ses soins thérapeutiques.
La deuxième question est d'ordre moral : un chrétien qui a des responsabilités peut-il les oublier et fuir une épidémie de peste uniquement pour sa sûreté personnelle ? La réponse est évidemment non. En 1585, lors de l'épidémie de peste à Bordeaux, Michel de Montaigne, alors maire, quitte la ville et, malgré les demandes répétées de la Jurade, refuse d'y retourner. À l'époque Montaigne est très critiqué pour l’abandon de ses administrés. La publication de Briet, sept ans après la mort de Montaigne, montre une rancune tenace.

## Le traitement de la peste par Guillaume Briet
Les traitements utilisés par Briet contre ce fléau (l'épidémie de 1585 à Bordeaux provoque environ 14 000 morts en quelques mois) au XVIe siècle semblent inadéquats, mais il ne faut pas oublier que le traitement efficace, avec des antibiotiques, est trouvé seulement en 1950.
Pour Briet, la peste est due à trois causes :
1. les causes divines ou l'ire de Dieu :
2. La contagion ;
3. Les « causes contingentes » provoquent des miasmes. Pour les dissiper, il préconise de faire sonner les cloches de la ville, de faire de grands feux, de faire tirer le canon par les navires sur la Garonne.

Le traitement préconisé et utilisé par Guillaume Briet l'est à raison que « Les anciens s’en sont servis, et nous en avons fait l’expérience en 1585 ».

« le venin de la peste rentre avec l’air que nous respirons et agit de manière différente selon les individus. La première indication à remplir est d’évaporer ce venin par les porosités du cuir ; puis d’employer les remèdes altératifs et correctifs de son impression. Dès les premiers symptômes le malade doit se retirer dans sa chambre, laquelle sera agréablement parfumée, les fenêtres closes avec un bon feu ; la température devra être chaude pour pousser à la transpiration ou même à la sueur qu’il est important d’obtenir. Il faut vider l’estomac s’il est plein ; puis ensuite on emploie les remèdes suivants :
1. eau d’Ulmaria, de Scabieuse, vin blanc, de chaque deux onces.(si le corps est vigoureux autrement une demi once), thériaque
2. Suc de Calendula, de Morsus diab., extrait avec vin ou eau distillée dissolvez de bon Mithridate. »

Pour Briet, l’apparition de bubon n’est pas un mauvais signe et il conseille d’appliquer au bas de la tumeur un vésicatoire ou un cautère, qu’il maintient ouvert par des cataplasmes ou fomentations des liniments. Il n’aime pas les cataplasmes ordinaires, le sien est composé de racines d’Althéa, de Tapsus barbatus, consoude, axonge, beurre, thériaque et mithridate. 
Si le traitement « moderne » ne réussit pas, Briet applique des traitements ancestraux : un pigeon ouvert, chaud et sanglant placé sur la tumeur, ou une poule dont on a plumé le derrière qu’on applique sur le mal tout en serrant le bec du pauvre animal qui est censé aspiré le venin par le cloaque. Il recommande dans certains cas d’ouvrir la tumeur et de la remplir de 7 à 8 grains de bézaar puis fomentations chaudes. D’autres fois, il met des ventouses sur la tumeur ou l’incise et met des attractifs, ou ouvre la tumeur avec le cautère : puis modifie la plaie par des détersifs entre autres l’eau mercurielle. Si le malade ne va pas mieux, Briet préconise l’huile bouillante.
Ensuite Briet traite les charbons. Il blâme la manière de procéder des autres médecins qui n’agissent pas assez énergiquement. Il veut qu’on fasse deux ou trois incisions puis la sanie abstergée qu’on applique de l’huile bouillante ou un caustique actuel ou potentiel, du sublimé ou de l‘arsenic, et qu’on fasse le pansement avec un sel torréfié, suie, beurre, thériaque et jaune d’œuf, ou bien de l’huile de myrrhe. Il faut détruire par tous les moyens possibles les parties vertes, violettes, livides ou noires ; lotionner avec des liquides détersifs ou même caustiques ; faire en un mot le traitement de la gangrène.